# Cappel (Basse-Saxe)
Pour les articles homonymes, voir Cappel.
Cappel est un village de la commune allemande de Wurster Nordseeküste, dans l'arrondissement de Cuxhaven, Land de Basse-Saxe.

## Géographie
Cappel se trouve sur la ligne de Bremerhaven à Cuxhaven.

## Histoire
L'église Saints-Pierre-et-Paul est fondée en 1198 par les cisterciens.
Le 1er janvier 2015, la commune de Cappel et celles de Dorum, Midlum, Misselwarden, Mulsum, Nordholz, Padingbüttel et Wremen fusionnent pour former la nouvelle commune de Wurster Nordseeküste.

## Personnalités liées au village
- Ernst Friedrich Adickes (1811-1878), homme politique
- Norbert König (né en 1958), journaliste sportif

## Source, notes et références
- (de) Cet article est partiellement ou en totalité issu de l’article de Wikipédia en allemand intitulé « Cappel (Wurster Nordseeküste) » (voir la liste des auteurs).